# ديفيد اتش بيلي
ديفيد اتش بيلي (بالإنجليزية: David H. Bailey)‏ (و. 1948 – م) هو رياضياتي، وعالِم حاسب آلي من الولايات المتحدة الأمريكية .

## التعليم
تعلم في جامعة ستانفورد، وتحصل منها على دكتوراه في الفلسفة، وجامعة بريغام يونغ، وتحصل منها على بكالوريوس العلوم

## أعمال بارزة
من أهم أعماله:
- صيغة بايلي-بورفاين-بلوف.

## مناصب وهيئات
أدار مختبر لورنس بيركلي الوطني، ومركز أميس للأبحاث.

## جوائز
حصل على جوائز منها:
- Gordon Bell Prize (2008)
- Chauvenet Prize (1993)
- Sidney Fernbach Award (1993).